# 브램턴 교통
브램턴 교통(영어: Brampton Transit)은 캐나다 온타리오주 브램턴에서 시내버스를 운행하는 기관으로, 광역 토론토 지역에서 시내버스를 운행하는 기관 중 하나이다. 1974년에 설립된 브램턴 교통은 브램턴시 내외로 이어지는 버스와 보조교통을 운행하고 있으며, 2023년 기준으로 연간 4,920만 명의 승객이 이용하였고, 2024년 1분기에는 평일 평균 21만 6,900명의 승객이 이용하고 있다. 2010년에는 주요 도로를 따라 운행하는 간선급행버스체계인 줌(Züm)이 도입되었으며, 대부분의 줌 노선은 인접한 지자체인 미시소가, 본, 토론토까지 운행하고 있다.

## 역사

### 초기 역사
브램턴의 버스 교통 역사는 1920년대로 거슬러 올라가는데, 버스 회사인 콜라컷코치라인(Collacutt Coach Lines)이 토론토와 브램턴 사이를 오가는 시외버스를 운행하면서 시작하였다. 이 노선은 이후 그레이코치라인(Gray Coach Lines)이 인수하였다. 당시 브램턴은 토론토의 위성도시라기보다는 토론토에서 북서쪽으로 떨어진 외곽 도시에 가까웠다.
브램턴에 시내버스가 처음으로 운행한 건 1949년으로, 파킨슨코치라인(Parkinson Coach Lines)의 대표였던 밥 파킨슨이 통학버스 한 대로 브램턴 시내에서 단일 버스 노선을 운행한 것이 그 시작이었다. 파킨슨코치라인은 1953년 2월에 클리프 트레이시에게 소유권이 넘어갔고, 트레이시는 1945년산 런던노면철도(London Street Railway) 버스 세 대를 브램턴에서 운행하였다. 이후 1953년 9월 12일, 트레이시는 이 세 버스를 가지고 오웬사운드에서 오웬사운드 버스 라인을 설립하였다. 스트리츠빌교통(Streetsville Transportation) 소속의 브루스 런들이 이후 브램턴에서 버스를 몇 년 동안 운행하다가 머레이 형제가 소유하는 파킨슨 코치 라인에 다시 버스 운행권이 넘어갔다.
1960년대, 조지타운교통회사(Georgetown Transportation Company)는 중고 GMC 버스 몇 대와 상아색과 흰색으로 도색한 통학버스 몇 대로 브램턴 교통을 설립하였다. 브램턴 교통 운행권은 이후 트래블웨이스(Travelways)가 인수하였고, 1974년에 브램턴시가 시내버스를 공영화할 때까지 운행하였다. 토론토 지역이 계속 팽창하면서 온타리오주는 1974년에 토론토 지역의 지자체를 통폐합하였고, 이에 따라 브램턴시는 토론토고어 타운십과 미시소가 일부를 흡수하면서 인구가 하룻밤 만에 8만 5천 명이 되었다.

### 발족
브램턴 교통은 1976년 1월 1일에 두 개의 서로 다른 소규모 버스 업체가 통합하면서 탄생하였는데, 하나는 브램턴에서 독자적으로 운행하던 시내버스였고, 다른 하나는 브래멀리에서 운행하던 호출버스(Dial-a-Bus)였다. 브램턴 교통은 도시 남쪽의 산업단지에 본사를 두었고, 이후 1980년에 딕시 로드 서쪽에 있는 클라크 블루버드 185번지에 교통센터가 개장하여 오늘날까지 이어지고 있다. 교통센터는 대중교통 체계의 주요 기능을 한곳에 모아두었으며, 행정, 운영, 유지 보수, 버스 주박을 위한 시설이 모두 한 곳에 마련되었고, 규모는 5,667m²에 달한다.
기존에 브래멀리 지역에 운행하던 호출버스는 일반 버스로 전환되었고, 버스도 캐나다코치라인(Canada Coach Lines)와 해밀턴 노면 철도(Hamilton Street Railway)에서 추가로 매입하였다. 1980년 브램턴 교통은 14개의 버스 노선을 운행하였고, 월요일부터 토요일까지 오후 9시에서 10시까지 운행하였다. 대부분의 노선은 주거 지역을 운행하는 순환선으로 운행했으며, 인접한 GO 트랜싯 통근열차역을 제외하고는 다른 인접한 동네로 운행하는 형태는 아니었다.
1988년에 들어서서 브램턴 교통은 토론토 이토비코까지 이어져 TTC 버스로 갈아탈 수 있었지만, 험버 대학 동쪽으로 이어지지는 않았다. 또한 14번 버스는 미시소가의 웨스트우드 몰까지 이어졌고, 쇼퍼스 월드에서 미시소가 버스로 갈아탈 수 있게 되었다. 하지만 배차 간격은 평일 출퇴근 시간대 이외에는 30분 이상으로 자주 오지는 않았다. 한편 일반 버스와 더불어 평일에는 브램턴과 토론토를 오가는 통근열차 시간표에 맞추어 A, B, C, D 버스가 GO 통근열차역까지 운행하였다. 시내버스 일요일 운행은 10년은 더 기다려야 했다.
1990년대와 2000년대 초반, 브램턴은 팽창을 거듭하면서 새로 개발된 지역으로는 순환선 노선을 연장해 운행하였다. 이와 동시에 브램턴 교통과 본 교통은 1990년대에 핀치역과 브래멀리 시립 센터를 잇는 77번 버스를 공동으로 운행하였고, 2001년에는 스틸즈 애비뉴를 따라 운행하던 11번 버스가 험버 대학까지 연장되었다.

### 성장기
브램턴 교통은 2005년에 버스 노선을 대규모 개편하였는데, 기존에 루프 형식으로 운행하던 순환선에서 벗어나 주요 간선도로를 따라 운행하는 바둑판 형식의 버스 노선 체계로 변경하였다. 이에 따라 버스 배차도 증가하였고 더 많은 지선 버스가 추가되고 환승도 편리해졌다. 2008년에는 토론토 피어슨 국제공항까지 이어지는 급행 버스의 운행을 개시하였고 바둑판 형식의 버스는 매일 최대 30분 간격으로 운행하게 되었다. 또한 브램턴에 새로운 지역이 개발되자마자 버스 노선을 추가해 이용객들의 편의를 도모하였다.
브램턴의 인구가 점차 늘어나면서 2003년 3월 10일, 브램턴 시의회는 기존 시내버스보다 더 빠른 교통수단을 건설하는 방안을 승인하였다. 2006년에 들어서서 이 계획은 간선급행버스체계(BRT)로 가닥을 잡았고, 액셀러라이드(AcceleRide)라는 가칭의 이 BRT 사업 1단계 예산으로 온타리오주에서 9,500만 달러(2024년 기준 1.41억 달러)를, 연방 정부에서 5,300만 달러(2024년 기준 7516만 달러)를 지원하였다. 2009년 9월 18일, 브램턴은 간선급행버스체계 이름을 줌(Züm)으로 확정하고 퀸 스트리트, 메인 스트리트, 스틸즈 애비뉴 등 주요 간선도로에 순차적으로 BRT 노선을 개통하는 계획을 발표하였다.
2010년 9월 20일, 퀸 스트리트를 따라 브램턴 시내 터미널에서 토론토 요크 대학교까지 운행하는 브램턴의 첫 간선급행버스 노선이 개통하였다. 이듬해 9월 6일, 메인과 휴론타리오 스트리트를 따라 샌덜우드 파크웨이에서 미시소가 스퀘어원 쇼핑센터까지 개통하였다. 2012년 11월 26일, 브램턴 교통은 세 번째 줌 노선인 줌 스틸즈를 개통하였다. 이 노선은 스틸즈와 휴론타리오에 같은 날 새로 개장한 브램턴 게이트웨이 터미널(Brampton Gateway Terminal)에서 브래멀리역을 거쳐 토론토의 험버 대학까지 이어지는 버스 노선이다. 이후 2014년 9월 2일, 네 번째 노선인 줌 보베이어드가 마운트플레전트역에서 에어포트 로드까지 개통하였다. 이 노선은 이후 맬튼역까지 연장되었고, 마지막으로 다섯 번째 줌 노선인 퀸 웨스트도 2016년 9월 6일에 브램턴 시내 터미널에서 마운트플레전트역까지 개통하였다.
브램턴의 줌은 2005년에 영 스트리트와 7번 도로를 따라 운행하는 간선급행버스체계인 비바를 도입한 요크 지역 교통의 선례를 따랐지만, 두 BRT에는 차이점이 있다. 요크 지역은 버스 전용 중앙차선을 건설하는 데 20억 달러 넘게 투자한 반면, 브램턴은 버스 전용 차선을 건설하지 않고 대신 버스 배차 개선에 예산을 투입했다. 그 결과 요크 지역은 2016년과 2017년에 본, 오로라, 뉴마켓 지역에서 버스 배차를 줄여야 했고, 대중교통 승차량 또한 브램턴이 광역 토론토 지역 뿐만 아니라 캐나다에서 가장 빠르게 증가하고 있다. 2010년대에 캐나다의 대중교통 승차량은 6.9%, 온타리오주는 2.3% 증가한 반면, 브램턴의 승차량은 160%나 증가하였다.

### 미래
브램턴은 캐나다에서 인구가 가장 급속하게 늘어나고 있는 지역 중 한 곳인만큼 여러 대중교통 확장 사업이 진행 중에 있다. 우선 브램턴 게이트웨이 터미널에서 미시소가의 포트크레딧역을 잇는 18km 구간의 경전철 노선이 2020년부터 공사 중이다. 또한 휴론타리오 경전철을 추후 게이트웨이 터미널에서 브램턴 시내에 있는 브램턴역까지 연장하는 방안도 타당성 연구에 들어간 상태이다.
휴론타리오 경전철 개통과 동시에 새로운 줌 노선도 계획되어 있는데, 스틸즈 애비뉴와 친쿠지 로드를 따라 브래멀리역에서 브램턴 게이트웨이 터미널을 거쳐 샌덜우드까지 이어지는 줌 친쿠지(Züm Chinguacousy) 노선도 개통을 앞두고 있다. 이 공사는 2024년 봄/여름에 착공해 2024년 하반기 경전철 개통에 맞추어 동시에 개통을 목표로 하고 있다.
한편 퀸 스트리트에는 요크 지역에 이미 개통한 7번 도로 중앙버스차선을 퀸 스트리트와 미시소가 로드까지 총 24km를 연장하는 방안이 거론되고 있고, 현재 메트로링스에서 타당성 조사를 진행하고 있다.

## 체계
브램턴 교통은 브램턴 지역 내외의 시내버스를 운행하는 공공 기관으로, 시내버스 종류는 다음과 같다.

### 줌
줌(Züm)은 브램턴의 간선급행버스체계로, 기존의 일반 시내버스보다 정차하는 정류장 수가 적고 간선도로를 따라 주요 교차로 및 정류장에만 정차한다. 줌은 비바와 달리 버스전용차로를 따라 달리지 않지만 버스우선신호를 통해 버스가 지연되는 경우 녹색 불을 연장하거나 빨간 불 시간을 줄여서 버스가 더 빠르게 교차로를 건널 수 있도록 설계되었다. 줌은 또한 평일 출퇴근 시간대에는 노선에 따라 7분에서 16분, 평시 및 주말에는 10분에서 20분 간격으로 자주 운행한다. 브램턴은 현재 다섯 개의 줌 노선을 운행하고 있는데, 501번 퀸, 502번 메인, 505번 보베이어드, 511번 스틸즈, 561번 퀸 웨스트 등이다.

### 일반 버스
2005년부터 브램턴은 주거 지역을 잇는 구불구불한 버스 노선이 아닌 주요 간선 도로를 잇는 바둑판형 버스 노선을 채택하였으며, 이에 따라 일반 버스와 줌, 다른 버스와의 효율적인 환승을 도모하고 있다. 1번부터 81번까지는 일반 완행 버스이고, 104번과 115번, 199번 등 100번대 버스는 주요 정류장에만 정차하는 급행 버스이고, 300번 버스는 평일에 하트레이크 공업단지를 운행하는 셔틀버스이다.

### 아이라이드
브램턴의 일부 고등학교는 브램턴 교통과 계약하여 아이라이드(iRide)라는 통학버스를 운행하는데, 학기 중에 200번부터 218번까지 200번대 버스는 물론 일반 버스와 노선 선형이 비슷한 경우 일반 노선의 일부로 해당 학교로 가는 버스편을 추가하기도 한다.

### BT 온디맨드
2024년 4월 29일부터 지정된 노선을 따라 운행하는 일반 버스 뿐만 아니라 원하는 정류장에 승차 및 하차할 수 있는 수요응답형 버스인 BT 온디맨드를 도입하였다. BT 온디맨드는 브래멀리역 근처에 있는 브램턴 중남부 산업단지를 운행하는 40번 버스를 대체하며, 평일 오전 7시부터 오후 9시까지, 토요일 오전 7시부터 오후 7시까지, 일요일 오전 9시부터 오후 6시까지 이용할 수 있다. 수요응답형 버스를 사전에 예약하려면 구글 플레이나 애플 앱 스토어에서 BT On Demand 앱을 다운로드 받아 본인의 전화번호를 이용해 계정을 신설하고, 출발 지점과 도착 지점, 승차 인원 등을 설정해 예약할 수 있다. 요금은 일반 버스와 동일하며, 현금, 프레스토 카드, 직불카드 및 신용카드 등으로 지불할 수 있다.

## 요금
브램턴 교통의 모든 시내버스는 현금, 프레스토 카드, 직불 카드, 신용카드, 모바일 지갑 등 다양한 수단을 통해 지불할 수 있으며, 광역 토론토 및 오타와 지역에서 쓰이는 프레스토 카드로 지불할 경우 성인, 청소년, 아동, 노인 등 연령층에 따라 요금이 상이하다. 2023년 5월 1일 기준 브램턴 교통 요금은 현금과 직불, 신용카드 및 모바일 지갑으로 지불할 경우 캐나다 달러로 4달러 50센트이며, 프레스토 카드로 지불할 경우 다음과 같이 할인된 요금으로 지불할 수 있다.
| 요금 종류 | 성인    | 청소년 | 노인  | 노인 거주자 | 취학 아동 | 미취학 아동 |
| --------- | ------- | ------ | ----- | ----------- | --------- | ----------- |
| 일회권    | $3.40   | $2.80  | $1.75 | -           | $2        | 무료        |
| 1주일권   | $37.50  | $30.25 | -     | -           | $22       | 무료        |
| 1개월권   | $141.25 | $118   | -     | -           | $84       | 무료        |
| 연간권    | -       | -      | -     | 무료        | -         | -           |

- 연령층은 성인은 만 20~64세, 노인은 만 65세 이상, 청소년은 만 13~19세, 취학 아동은 만 6~12세, 미취학 아동은 만 5세 이하로, 미취학 아동은 요금을 지불하는 승객과 같이 승차해야 한다.
- 노인 거주자는 브램턴에 거주하는 만 65세 이상 시민으로, 브램턴 교통에서 발행하는 노인 신분증과 무료 연간권이 충전된 프레스토 카드를 보유한 승객에 한한다.
- 연령에 따라 할인된 요금을 지불하는 승객은 버스 운전사가 신분증을 요구할 수 있다.

### 환승
브램턴 교통은 요금 수단에 관계 없이 첫 버스를 승차한 시점으로부터 두 시간 내에 브램턴 교통의 다른 버스로 추가 요금을 지불하지 않고 무료로 환승할 수 있다. 또한 프레스토 카드, 직불 카드, 신용카드, 모바일 지갑을 통해 요금을 지불하는 경우 두 시간 내에 브램턴 뿐만 아니라 벌링턴, 더럼 지역, 해밀턴, 미시소가, 오크빌, 토론토, 요크 지역의 시내버스로 갈아탈 수도 있고, GO 트랜싯 통근열차와 버스도 환승 할인을 받을 수 있다. GO 트랜싯에서 브램턴 교통으로 갈아타는 경우 GO 트랜싯 일회권 또는 1일권 티켓을 가지고 승차할 경우 별도의 요금 지불 없이 무료로 승차할 수 있고, 다른 지불 수단으로는 환승 할인이 자동 적용된다.
이 외에도 마이웨이, 요크 지역 교통, 오크빌 교통, 벌링턴 교통, 밀턴 교통, 해밀턴 노면 철도, 더럼 지역 교통에서 2시간 내에 발급한 종이 환승 표와 토론토 교통국의 경우 추가 요금을 지불했다는 증명이 있는 3구역 종이 환승표를 발급받은 경우 브램턴 시내버스로 환승할 수 있다.

### 저소득층
브램턴에 거주하는 주민 중에서 캐나다 통계청에서 정하는 최저소득 수준에 못 미치는 저소득층 주민은 필 알뜰 교통 프로그램(Peel Affordable Transit Program)에 지원할 수 있으며, 이 제도를 통해 브램턴 교통의 성인 1개월권 요금을 50% 할인받을 수 있다. 신청자는 캐나다 시민권자나 영주권자, 또는 영주권, 초청 이민 또는 난민 신청을 한 경우에만 신청이 가능하며, 유학생이나 외국인 노동자는 여기에 해당되지 않는다. 알뜰 교통 프로그램에 지원하고자 하는 자는 필 지방자치구 홈페이지 또는 관공서 전화번호인 1-905-793-9200을 통해 알뜰 교통 프로그램 담당자와 상담한 후 신청할 수 있다. 신청할 때 본인 이름으로 등록된 프레스토 카드와 소득산정명세서(NOA)가 필요하며, 캐나다에 처음 와서 소득 신고를 하지 않은 경우 -영주권 확인서(COPR) -피보호자(Protected Person) 증명서류 -난민보호신청서류 중 하나가 필요하고, 본인의 재정 상황을 증명할 -재정착 계획 -온타리오주에서 실업수당이나 장애지원프로그램, 또는 연방이나 민간 후원자의 지원금을 받은 영수증 -고용주로부터 받은 급여 명세서 중 하나가 필요하다. 신청 후 3주 이내로 결과가 나오며, 12개월마다 적절한 서류를 갖추어 필요에 따라 갱신해야 한다.

### 기타 할인
브램턴에 거주하는 캐나다 재향군인의 경우 브램턴 교통에서 발행하는 재향군인 신분증인 베테랑 패스(Veteran Pass)를 제시하면 브램턴 시내버스를 무료로 승차할 수 있다. 베테랑 패스에 신청하려면 캐나다 재향군인부(Veteran Affairs Canada)가 정의하는 "기본 교육을 성공적으로 받고 명예롭게 제대한 캐나다 군대의 전직 구성원"인 재향군인(Veteran) 자격을 갖춘 브램턴에 영구 거주하는 주민이어야 하며, 여기에는 전직 장교 및 부사관도 포함된다. 증빙서류로는 베테랑 패스 신청서, 브램턴 거주를 증명할 수 있는 서류, 캐나다 국군 명예 제대 증명 서류가 필요하다. 베테랑 패스는 브램턴시 홈페이지, 우편, 팩스 또는 브램턴 교통 본부에 직접 방문하여 신청할 수 있으며, 신청 뒤 2주 정도 걸릴 수 있다. 베테랑 패스가 승인되면 신분증 사진을 찍은 다음에 신분증을 우편으로 수령받거나 브램턴 교통 본부에서 직접 수령할 수 있다.
시각장애인인 경우 캐나다국립시각장애인협회(CNIB)에서 발행한 신분증을 제시할 경우 무료로 승차할 수 있다.

## 차량과 시설

### 차량
브램턴 교통은 주로 뉴플라이어 인더스트리(New Flyer Industries, NFI)와 노바버스(Nova Bus)에서 제조한 다양한 버스 차량을 운행하고 있으며, 최근 자료에 따르면 브램턴 교통은 일반 버스와 줌 차량을 포함해 총 455대의 차량 중 256대는 뉴플라이어, 199대는 노바버스에서 제조되었으며, 클라크와 샌들우드 차고지에 배치되어 있다. 차량 배치는 운영 필요와 차량 가용성에 따라 바뀔 수 있다.
브램턴에서 가장 오래된 버스 차량은 2005년에 도입된 노바버스 LS 모델로, 이 차량은 커민스(Cummins) ISL 엔진과 보이스(Voith) 또는 ZF 변속기를 장착하고 있다. 대표적인 모델로는 다른 교통 기관에서 매입한 뉴플라이어 D40LF 및 D60LF, 그리고 앨리슨 하이브리드 시스템을 사용하는 하이브리드 전기 모델인 뉴플라이어 XDE40과 XDE60 등이 있다.
2019년 이후 도입된 노바버스 LFS 모델을 포함한 최신 차량들은 USB 충전 포트를 탑재하고 있으며, 2020년에는 브램턴 교통이 전기 버스를 도입하면서 CUTRIC의 캐나다 전기 버스 시범 도입의 일환으로 노바버스 LFSe와 뉴플라이어 XE40 모델을 도입하였다. 2024년에는 노바버스 LFSe+ 전기 버스의 신규 주문이 예정되어 있다.
브램턴 교통은 늘어나는 수요를 감당하기 위해 최근에는 앨리슨 이젠 플렉스 시스템을 사용하는 하이브리드 모델인 뉴플라이어 XDE40과 줌 서비스에 배정된 대형 버스와 같은 차량들이 추가되었다.

### 터미널
브램턴에는 총 네 개의 버스 터미널이 있다. 첫 번째는 브램턴 시내 터미널로, 브램턴역과 인접해 있는 브램턴의 주요 버스 터미널로, 브램턴 교통 뿐만 아니라 GO 트랜싯 통근열차와 광역버스, VIA 철도의 여객 열차를 이용할 수 있는 곳이다. 터미널 건물은 매일 오전 5시부터 자정까지 개장하며, 고객센터는 평일 오전 7시부터 오후 7시까지, 토요일에는 오전 9시부터 오후 6시까지 이용할 수 있으며, 일요일에는 휴무한다. 두 번째 터미널은 브래멀리 터미널인데, 이 터미널에서는 브램턴 교통은 물론 GO 버스로도 갈아탈 수 있다. 터미널은 매일 오전 4시부터 다음 날 오전 2시까지 개장하며, 고객센터는 평일 오전 6시부터 오후 8시까지, 토요일에는 오전 9시부터 오후 6시까지, 일요일에는 오전 11시부터 오후 6시까지 개장한다. 세 번째는 쇼퍼스 월드와 인접한 브램턴 게이트웨이 터미널로, 2012년 11월 26일에 쇼핑몰 남서쪽에 위치한 쇼퍼스 월드 터미널 건물을 대체하기 위해 개장하였다. 브램턴 게이트웨이 터미널에서는 브램턴 교통과 미시소가의 시내버스 운영 기관인 마이웨이 버스로 갈아탈 수 있으며, GO 트랜싯 버스도 인접한 쇼퍼스 월드에 정차하고, 토론토 시내와 런던을 잇는 시외버스인 ONEX 버스도 쇼퍼스 월드에 정차한다. 또한 브램턴 게이트웨이 터미널은 현재 공사 중인 휴론타리오 경전철의 북부 종점으로, 개통 시 스퀘어원 쇼핑센터, 쿡스빌역과 포트크레딧역까지 이어진다.

### 본부, 차고지, 사무실
브램턴 교통의 교통센터는 브램턴 중부에 있는 클라크 블루버드 185번지에 위치해있으며, 1980년 개장 이후 오늘날까지 이곳을 본부로 쓰고 있다. 본부에는 브램턴 교통 고객센터와 분실물 센터가 위치해있는데, 고객센터는 평일 오전 8시 30분부터 오후 4시 30분까지 전화로 필요한 사항을 문의할 수 있다. 브램턴 교통에서 물건을 잃어버린 경우 분실물의 색깔, 재질, 크기, 기종 등 필요한 특징을 1-905-874-2750, 내선번호 62732로 전화해 설명하고 만약에 발견되면 신분증을 지참하여 본사에 방문해 찾아갈 수 있다.
브램턴 교통의 모든 차량은 두 차고지에 나뉘어 배치되어 있는데, 본부에 위치한 클라크 차고지에는 브램턴 교통 전체 버스의 3분의 1 정도가 배치되어있고, 휴론타리오와 샌덜우드 교차로에 위치한 샌덜우드 차고지에는 나머지 3분의 2가 주박하고 있다. 샌덜우드 차고지는 1993년 9월에 브램턴시가 26,049m² 규모의 부지를 추후에 필요할 버스 차고지를 위해 매입하기로 하였고, 차고지 신축 공사는 2006년 10월에 착공하여 2008년 6월에 완공되었다. 샌덜우드 차고지가 개장하면서 이 차고지에는 정비용 리프트 11대, 버스 세척 시설 3대, 굴절버스와 하이브리드 엔진 등 신차를 유지, 보수할 수 있는 전용 공간이 조성되었다.
브램턴은 운행하는 버스 수가 점점 늘어나면서 50번 도로와 캐데타 로드에 세 번째 차고지 신축을 추진 중이다. 이 부지는 이미 브램턴시가 일부 소유하고 있으며, 인접한 공터 또한 브램턴시에서 매입 수순에 들어갔다. 차고지 신축을 위한 환경영향평가는 2021년 6월에 마쳤고 2024년에 개통을 앞두고 있었으나 브램턴시의 예산 동결에 따라 개장이 2027년 이후로 잠정 미루어진 상태이다.

## 조직
브램턴 교통은 캐나다 온타리오주의 지방자치단체인 브램턴시의 산하 기관이다. 브램턴시는 필 지방자치구라는 온타리오주 산하 상위 광역지방자치단체에 속하며, 여기에는 브램턴은 물론 미시소가, 칼레든이 속해있다. 필 지방자치구와 인접한 요크 지방자치구와 더럼 지방자치구는 각각 요크 지역 교통과 더럼 지역 교통으로 지방자치구 단계에서 대중교통을 운행하지만, 필 지방자치구에서는 미시소가는 마이웨이를, 브램턴과 칼레든 일부는 브램턴 교통이 운행하고 있다. 브램턴 교통 산하에는 크게 대중교통 계획, 대중교통 운행, 대중교통 서비스 부서로 나뉘는데, 계획 부서에서는 버스 노선 운행 계획을 수립하고 경전철 개통 후 계획을 수립한다. 운행 부서에서는 시내버스의 운행과 그에 필요한 유지, 보수를 담당하며, 마지막으로 서비스 부서는 운영에 필요한 각종 사업과 회계 등을 맡는다.

### 예산
브램턴 교통이 지출하는 예산은 버스를 운행하는 데 드는 운행 비용과 버스전용차로나 각종 시설을 중장기적으로 유지, 보수하는 데 들어가는 사업 비용으로 나눌 수 있다. 2024년 기준 브램턴 교통의 운행 비용은 2억 3,332만 달러로 전년 대비 11.1% 증가하였다. 여기에는 인건비가 1억 7,102만 달러로 대부분을 차지하는데, 브램턴시는 2024년에 신규 직원 114명을 새로 채용하였다. 그 외 다른 비용으로는 연료와 공과금이 2,131만 달러, 유지 및 보수가 1,619만 달러, 회계 등 금융 분야가 831만 달러, 행정이 444만 달러 순이였다. 대중교통에 대한 지출이 증가한 만큼 수입도 늘어났는데, 2024년에는 총 수입이 2억 3,332만 달러로 전년 대비 12.5% 증가하였다. 요금 지불 등 수입이 1억 2,510만 달러로 전년보다 26.9% 증가하였고, 온타리오주에서 대중교통 발전을 위해 부과하는 유류세에서 1,685만 달러의 수입으로 전년 대비 4% 증가하였다. 한편 부동산 보유세에서는 9,137만 달러의 수입으로 전년 대비 0.3% 감소하였다.
2024년 주요 사업 예산은 총 9,190만 달러이다. 2024년 예산에 반영된 주요 사업 중에는 기존에 있던 디젤 버스를 하이브리드나 전기 버스로 교체하는 사업과, 휴론타리오-메인 경전철을 브램턴 시내로 연장하는 데 필요한 타당성 조사, 퀸 스트리트와 7번 도로를 따라 간선급행버스체계(BRT) 건설에 대한 타당성 조사, 메트로링스가 진행 중인 GO 트랜싯 키치너선 선로 개량 사업 지원, 브램턴 시내에 새로운 대중교통 터미널 건설 타당성 조사, 브램턴 지역에 더 많은 사람들을 빠르게 수송할 수 있는 상위교통수단 연구 등이 반영되었다.

### 정부 관계
브램턴 교통을 포함한 브램턴의 대중교통은 브램턴시와 온타리오주, 캐나다 연방 정부 사이의 조율이 필요한데, 브램턴 일대에 시내버스를 운행하는 브램턴 교통은 브램턴시에서 운행하지만, 온타리오주에서도 메트로링스라고 불리는 주 공기업을 통해 광역교통계획을 수립하고 대중교통 사업을 추진하고 건설하는 데 적지 않은 역할을 맡고 있다. 대표적인 예로는 브램턴 지역을 운행하는 GO 트랜싯이 있다. 연방 정부는 보통 대중교통을 확장하고 발전하는 데 필요한 예산을 기간산업 발전의 일환으로 지원하고 있다.
최근 브램턴에 지어지고 있는 경전철 노선인 휴론타리오 경전철을 예로 들어보면 이 경전철 노선은 브램턴과 미시소가 두 지자체를 잇는 노선으로, 토지 이용 계획과 도시 계획, 경전철 노선을 따라 이루어질 대중교통 지향 개발(TOD)을 두 지자체가 협의하여 계획을 수립한다. 온타리오주는 메트로링스를 통해 휴론타리오 경전철 사업을 전두지휘하고 있으며, 이 사업은 2007년에 온타리오주 자유당 정부에서 추진한 무브온타리오 2020 계획과 이후 2008년에 발표한 광역교통계획인 빅 무브에 반영된 사업이다. 온타리오주는 또한 민간투자사업(PPP)을 통해 경전철을 건설하고 운영할 사업자를 선정하였다. 또한 이 사업이 PPP, 또는 P3을 통해 지어지고 있기 때문에 건설과 운행에 들어가는 위험과 책임을 민간 업체와 분담하며, 온타리오주는 메트로링스를 통해 이 사업이 제대로 진행되고 있는 지 감독할 책임이 있다.
한편 캐나다 연방 정부는 캐나다투자계획(Investing in Canada Plan)의 대중교통인프라기금(Public Transit Infrastructure Fund)을 통해 브램턴을 포함한 캐나다 곳곳의 대중교통 사업에 필요한 자금을 정기적으로 지원할 예정이다. 2024년 6월, 기존 버스 15대를 교체하고, 차세대 요금 지불 시스템과 버스 위치추적장치 설치에 1,740만 달러가 투입되었는데, 이 중에서 연방 정부는 대중교통인프라기금을 통해 브램턴에 690만 달러를 지급하였고, 주 정부도 580만 달러, 브램턴시와 필 지방자치구는 460만 달러를 분담하였다.

## 승차량
브램턴 교통은 캐나다에서 승차량이 가장 빠른 속도로 증가하고 있는 대중교통 기관 중 하나로, 2023년에는 4,090만 7천여 명이 브램턴의 시내버스를 이용하였고, 평일 기준 하루 평균 13만 2천여 명이 대중교통을 이용하였다. 이는 2022년 3,131만 4천여 명에 비해 31% 증가한 수치로, 2024년 6월 기준 코로나 이전인 2019년에 비해 승차량이 40% 가량 더 높다. 브램턴시는 2024년 대중교통 운행 비용으로 2019년과 같은 수준을 투자하였지만, 인구가 급격히 늘어나면서 대중교통 이용 승객도 급격히 늘어나게 되고 공급이 수요를 따라가지 못하는 실정이다. 브램턴대중교통자문위원회 위원이였던 실비아 메네제스는 현 수요를 따라잡으려면 버스 총 운행 시간을 기존보다 10만 시간 더 추가해야할 것이라고 주장하였다. 브램턴시는 버스 운행 문제와 사업 예산은 요금을 인상하거나 서비스 감축을 통해 해결할 수 있지만, 둘 다 이상적인 수단은 아니라는 점을 강조하였다.

## 사건사고

### 노사관계
브램턴 교통은 2024년 5월부터 통합운송노동조합(ATU)이 대표하는 900명 이상의 대중교통 근로자가 브램턴시와의 이견으로 합법적으로 파업할 수 있는 상황이 되었다. 핵심 사안은 브램턴시가 8시간 교대 근무 중 운전자의 30분 점심 휴식 시간을 없애려고 하였는데, 미시소가와 토론토와 같은 인근의 다른 대중교통 기관도 점심 휴식 시간이 없지만, 이는 운전자의 피로와 건강을 해치는 일이라며 버스 운전사들의 반대에 부딪혔다. 2024년 7월 30일, 브램턴 교통 운전사들을 포함한 브램턴시 공무원 1,200여명은 2024년 3월 31일에 노사간 단체협약이 만료되면서 새로운 협약을 맺지 못할 경우 파업에 찬성하였다. 노조는 2024년 9월 중순에 노사 협상을 위한 조정자를 만날 계획이다.

### 버스 기사 안전
2018년 7월, 브램턴 교통은 버스 기사들의 안전을 위한 보호벽을 설치하는 데 250만 달러를 투입하였다. 2013년부터 2017년까지 버스 운전사들을 상대로 한 언어 및 신체 폭력 건수가 64% 증가하여 버스 기사들의 안전이 우려되는 상황이었다. 이에 따라 브램턴시는 운전사들의 안전을 위해 보호벽을 설치하기로 하였다.

### 사고
브램턴은 2024년 1월부터 8월 14일까지 브램턴 교통 버스의 사고 횟수는 총 411회로, 10만 km당 총 2.37회의 추돌사고가 일어난 것으로 파악되었다. 2022년에는 586회의 버스 교통사고가 있었으며, 이는 10만 킬로미터 당 2.15건이였고, 2023년에는 버스 사고가 617회로, 10만 킬로미터 당 2.15건이었다. 2022년부터 2024년까지 사고 횟수가 늘어난 데 있어서는 브램턴의 시내버스가 더욱 자주 운행해서 그런 것도 있지만, 브램턴 버스 사고의 절반 이상이 다른 운전자에게 책임이 있었던 만큼 운전자들의 부주의도 늘어나는 사고 횟수의 원인으로 지목된다.

## 같이 보기
- 밀턴 교통
- 마이웨이 (미시소가)
- 토론토 교통국
- GO 트랜싯
- 요크 지역 교통